# Turtle Lake, Wisconsin
Turtle Lake là một thị trấn thuộc quận Barron, tiểu bang Wisconsin, Hoa Kỳ. Năm 2010, dân số của thị trấn này là 613 người.